# Haines Junction Airport
Haines Junction Airport är en flygplats i Kanada.   Den ligger i territoriet Yukon, i den västra delen av landet, 4 300 km väster om huvudstaden Ottawa. Haines Junction Airport ligger 614 meter över havet.
Terrängen runt Haines Junction Airport är varierad. Trakten runt Haines Junction Airport är nära nog obefolkad, med mindre än två invånare per kvadratkilometer.. Närmaste större samhälle är Haines Junction, 4,5 km söder om Haines Junction Airport.